# Fleetwood Mac (album 1968)
Fleetwood Mac (znany też jako Peter Green’s Fleetwood Mac) – pierwszy album studyjny zespołu Fleetwood Mac, wydany w 1968 roku nakładem wytwórni Blue Horizon.

## Lista utworów
| 1.  | „My Heart Beat Like a Hammer” (Jeremy Spencer) | 2:55  |
|     |                                                |       |
| 2.  | „Merry-Go-Round” (Green)                       | 4:05  |
|     |                                                |       |
| 3.  | „Long Grey Mare” (Green)                       | 2:15  |
|     |                                                |       |
| 4.  | „Hellhound on My Trail” (Robert Johnson)       | 2:00  |
|     |                                                |       |
| 5.  | „Shake Your Moneymaker” (Elmore James)         | 2:55  |
|     |                                                |       |
| 6.  | „Looking for Somebody” (Green)                 | 2:50  |
|     |                                                |       |
| 7.  | „No Place to Go” (Howlin’ Wolf)                | 3:20  |
|     |                                                |       |
| 8.  | „My Baby’s Good to Me” (Spencer)               | 2:50  |
|     |                                                |       |
| 9.  | „I Loved Another Woman” (Green)                | 2:55  |
|     |                                                |       |
| 10. | „Cold Black Night” (Spencer)                   | 3:15  |
|     |                                                |       |
| 11. | „The World Keep On Turning” (Green)            | 2:30  |
|     |                                                |       |
| 12. | „Got to Move” (E. James, Sehorn)               | 3:20  |
|     |                                                |       |
|     |                                                | 35:10 |
|     |                                                |       |

## Twórcy
- Peter Green – wokal, gitara, harmonijka
- Jeremy Spencer – wokal, gitara hawajska
- John McVie – bas
- Mick Fleetwood – perkusja
- Bob Brunning – bas w "Long Grey Mare"